# 巡塘古镇
31°28′52″N 120°18′46″E / 31.48117°N 120.31271°E
巡塘古镇，又称巡塘镇，是位于中华人民共和国江苏省无锡市滨湖区的一个古镇景区，隶属于尚贤河湿地公园。

## 沿革
巡塘古镇始建于1913年，为连接华庄、雪浪、大浮、南方泉等地的重要通道。在太湖新城规划时，古镇被划入尚贤河湿地公园规划范围，古镇进行整体规划保护和修复。其中有一个巡塘老宅为坐北朝南、前后四进，改建为万和书院。
巡塘桥，位于巡塘古镇中，列为无锡市文物保护单位。该桥始建于清朝，为单孔石拱桥，全桥用金山石砌成。

## 图库

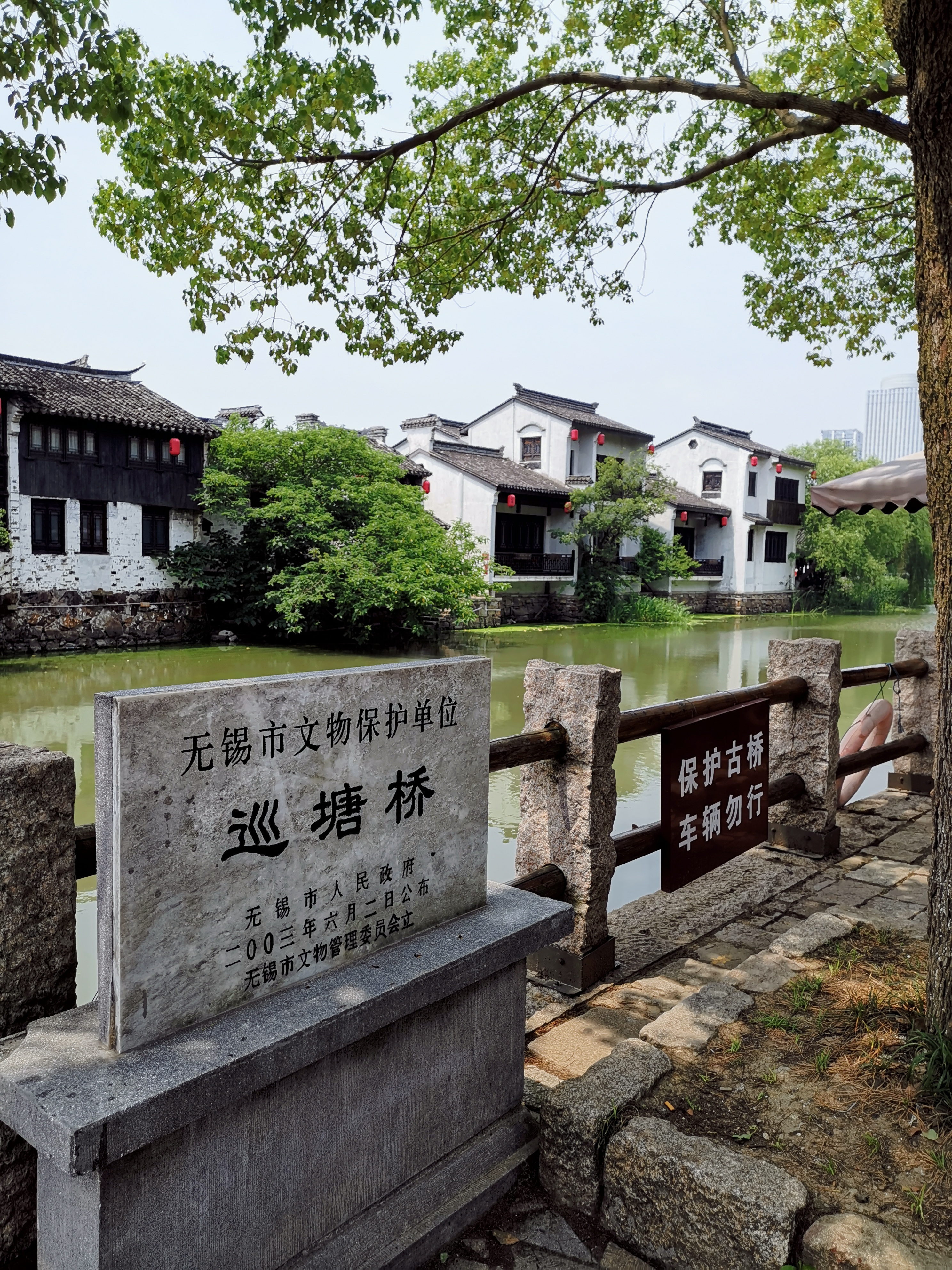
巡塘桥
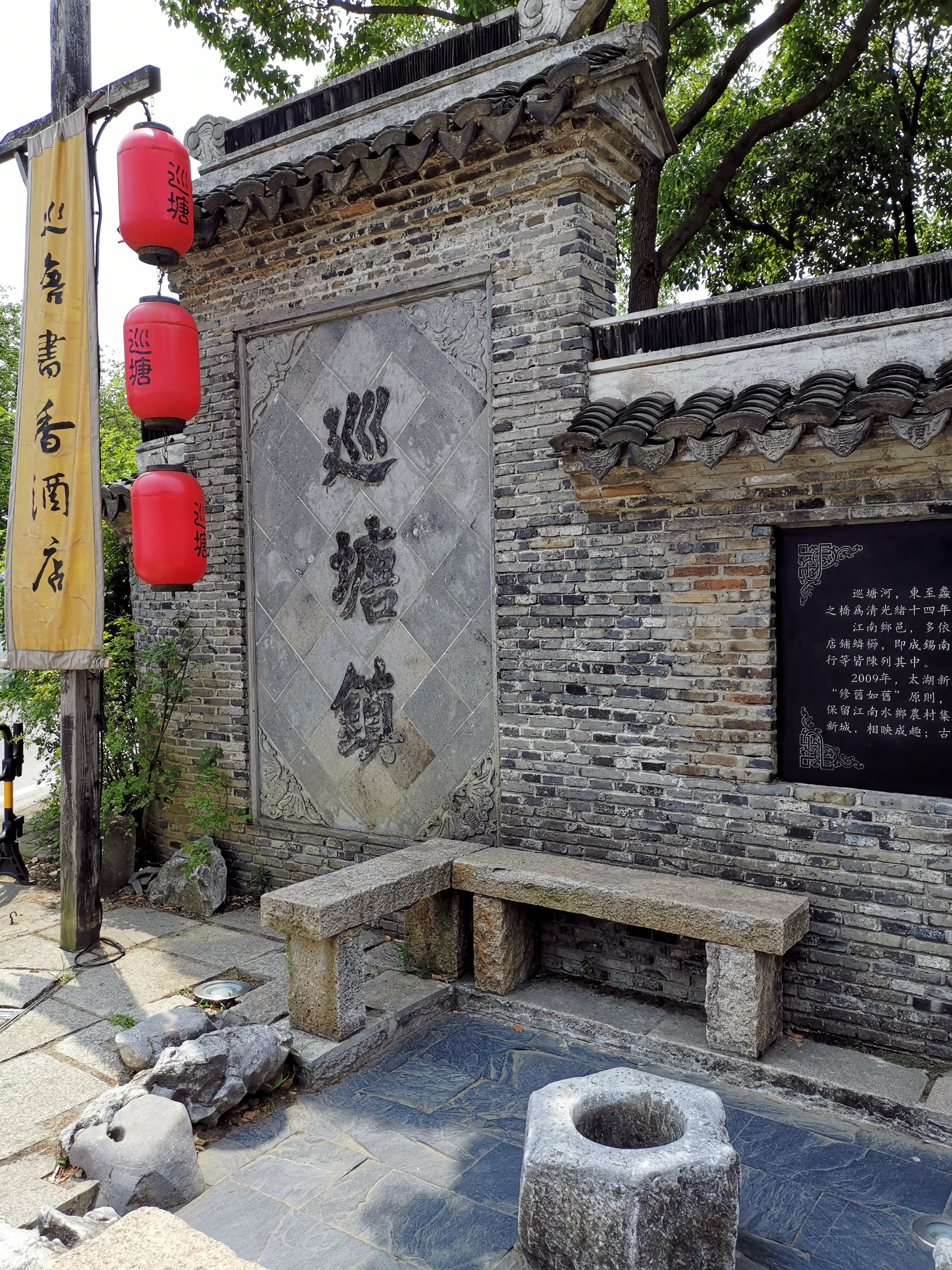
巡塘古镇
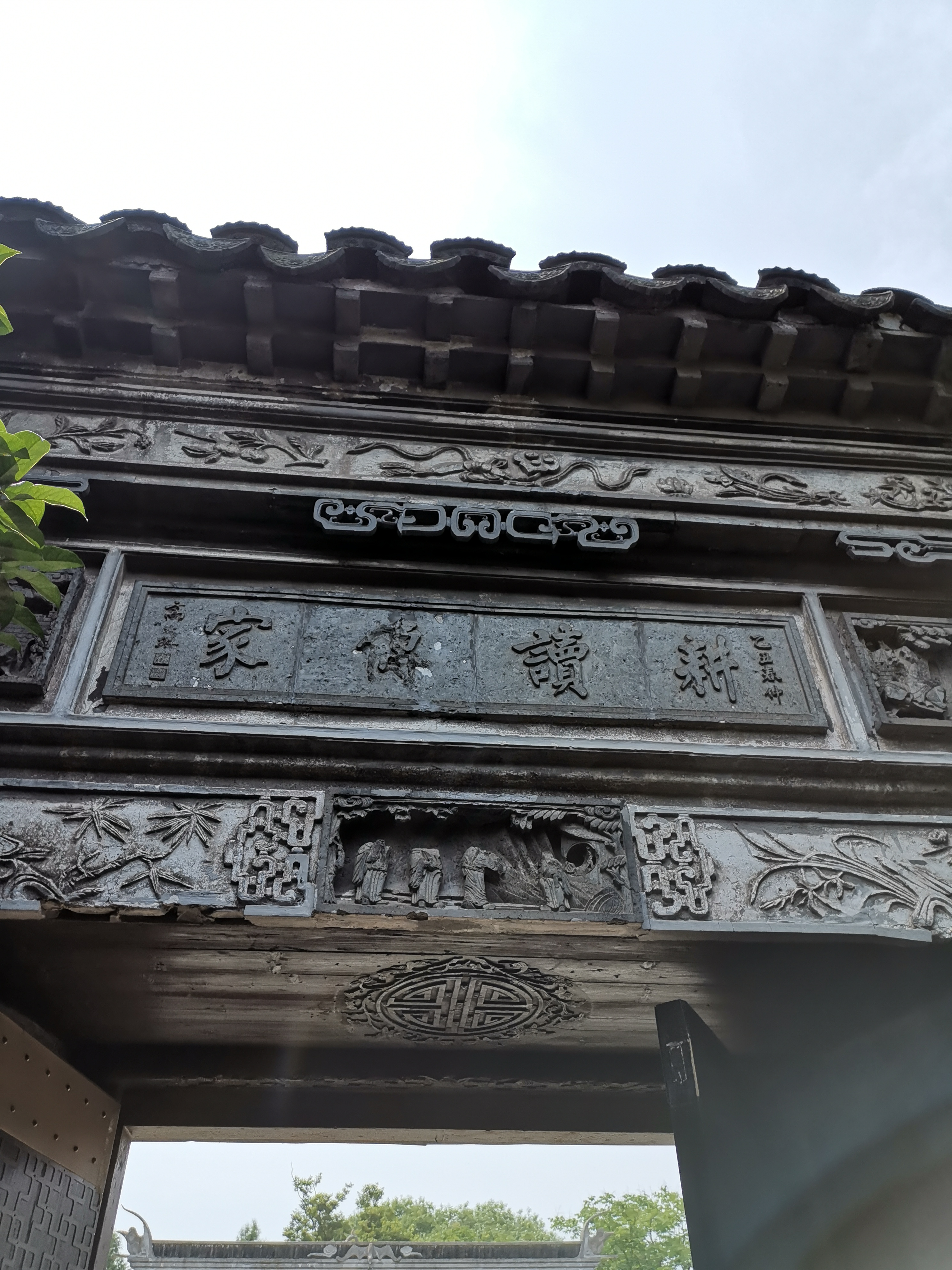
无锡巡塘老宅 耕读传家匾额